# 1-Aminociklopropan-1-karboksilna kiselina
1-Aminociklopropan-1-karboksilna kiselina (ACC) je disupstituisana ciklična alfa-aminokiselina u kojoj je tročlani ciklopropanski prsten kondenzovan sa C(alfa)-atomom aminokiseline.
ACC ima značajnu ulogu u biosintezi biljnog hormona etilena. Ova kiselina se sintetiše posredstvom enzima ACC synthase ( EC 4.4.1.14) iz metionina i konvertuje se u etilen posredstvom ACC oksidaze (EC 1.14.17.4).
ACC takođe nefiziološki parcijalni agonist NMDA receptora sisara.